# Álvaro Zardoni
Álvaro Zardoni (4 de enero de 1964 - 15 de julio de 2024) ( Álvaro José Cárdenas Zardoni) fue un escultor y arquitecto mexicano miembro del Salón de la Plástica Mexicana desde 2006. Aunque estudió pintura y dibujo en los setenta y ochenta, aprendió a esculpir por su propia cuenta y comenzó a exhibir su trabajo de forma regular en el año 2000. Desde entonces, participoo en 30 exhibiciones individuales, 20 muestras privadas y su trabajo ha aparecido en más de 100 colecciones de exhibición. Zardoni se especializó en esculturas pequeñas de bronce enfocadas en las facciones humanas, en su mayoría masculinas, expresando algo emocional o psicológico. Agrega objetos comunes a sus piezas para resaltar el tema principal de su obra, por ejemplo, agregó monedas a las frentes de sus piezas en la colección Cíclope. 

## Biografía
Zardoni nació el 4 de enero de 1964 - 16 de julio de 2024 en la Colonia Roma de la Ciudad de México. Desde que era pequeño, supo que quería ser artista.
Estudió dibujo y pintura en el taller Irene Lidroth de 1975 a 1981 y de 1983 a 1988. Desde 1981 a 1982 vivió en Míchigan, donde terminó la preparatoria. Obtuvo su título en arquitectura de la Universidad Anáhuac en 1987.
Además de su trabajo en el arte, ha participado en otro tipo de proyectos. En 1987, trabajó en el taller de diseño Gómez-Vázquez y Asociados en Lomas de Chapultepec. De 1988 a 1991 trabajó en el departamento audiovisual de la Universidad Anáhuac, además de dar clases de arquitectura ahí. De 1988 a 1996 trabajó de manera independiente en proyectos arquitectónicos y con firmas del oeste de la Ciudad de México. De 1992 a 1993 fue asistente de dirección artística y escenografía para IMAX. De 1996 a 2002 fue director de un proyecto junto a la compañía Línea de Tierra en Lomas Altas, Ciudad de México. De 2003 a 2008 trabajó como asistente de diseño para la Brigada Plástica en la Colonia Roma. Desde 2009, ha sido socio del Estudio Mijangos-Zardoni que se dedica a la traducción y subtítulos. 

Zardoni ama mirar a la gente en la calle. Ha expresado su preferencia por el metro de Nueva York donde se puede ver gente de razas, edad y niveles socioeconómicos diferentes.
Zardoni es soltero y no tiene hijos.

## Carrera Artística
A excepción de una exhibición en el restaurante Plata en la Colonia Condesa, no comenzó a exhibir sus esculturas hasta el año 2000. Desde entonces ha exhibido su trabajo en varias galerías, espacios gubernamentales  y centros culturales principalmente en México y Estados Unidos, pero también en Argentina, Alemania, España e Italia. Ha tenido más de 30 exhibiciones, 20 presentaciones privadas y ha participado en más de 100 colecciones colectivas. Entre sus exhibiciones más conocidas están Los Pinos en 1996, la Galería Ágora en Nueva York en 2003, el Museo de la Ciudad de México in 2003, the Universidad Autónoma Chapingo in 2005, the Galería Manuel García en Oaxaca en 2006, el Instituto Potosino de Bellas Artes en San Luis Potosí en 2006, la Casa de las Américas en Habana en 2007, la Galería Blanco en Saltillo en 2008 y la Secretaría de Gobernación en 2009, el Salón de la Plástica Mexicana en 2011, y las galerías Rising Art e Ismos en 2012. Se ha presentado regularmente en la Galería Dante en Puerto Vallarta. Algunas de sus presentaciones privadas son la Torra Altus en la Ciudad de México (2012), la Galería de arte de Polanco (2012), como colaborados en el proyecto “cama destendida” de Leah Poller en Nueva York (2010), subastas en el Museo Modelo de la Ciencia y la Industria en Toluca (2009), la Casa de los Gitanos en Ajijic (2007), el Hotel Casa Bonita en San Miguel de Allende (2006), el Estudio María Sicardi en la Ciudad de México (2004) y algunas piezas basadas en la película La Tregua, adaptación de la novela de Mario Benedetti (2002).
Zardoni fue admitido como miembro del Salón de la Plástica Mexicana en 2006, su primera exhibición individual ahí se llevó a cabo en 2007 y se llamó Cíclopes. Esta exhibición consiste en una serie de cabezas donde el ojo abierto (en el espacio del tercer ojo hindú)) es algo que representa un aspecto de la humanidad, como la envidia, angustia y felicidad. Una pieza, que contiene una moneda representa la carencia de alma.
Su trabajo se puede encontrar en la Ciudad de México, Miami, Los Ángeles, Chicago, Boston, Nueva York, Portland, Eugene, Seattle, Bogotá, Buenos Aires, Stuttgart, Viena, Róterdam, Lisboa, Madrid, Milán, París y Londres.
Está representado en México en la Galería Dante en Puerto Vallarta e Ismos en la Ciudad de México.

## Arte
Zardoni aprendió escultura por su cuenta, aprendiendo con diferentes materiales pero actualmente trabaja en su mayoría en bronce. Ha dicho que tiene una ligera influencia de la artista Louise Nevelson, ya que admira los sacrificios que ha hecho para convertirse en una artista, pero su trabajo es más figurativo. Entre otros escultores que ha estudiado se encuentran Auguste Rodin, Aristide Maillol, Camille Claudel, Josep Clarà, Josep Maria Subirachs, Arno Breker, Robert Graham y Javier Marín pero no está seguro si su influencia es visible en sus obras.
Sus esculturas son figurativas y pequeñas en cuanto a tamaño, usualmente está acompañado por objetos comunes para reforzar el tema central. Entre estos están cuernos, peinados y otros accesorios. Su trabajo ha sido descrito como clásico y académico pero contemporáneo a la vez gracias a los objetos comunes que agrega. Sus obras son clásicas en el sentido en el que normalmente hace refieren a la mitología y personajes de la literatura o leyendas.
Siempre hay un aspecto psicológico o emocional en sus trabajos. Sus temas centrales son las formas humanas son énfasis en la cara, que expresa emociones, el alma y las condiciones psicológicas pero con humor e ironía. Él ha dicho: “Cada guiño, cada línea de expresión, es gratuita; la cara es la fachada de quienes somos; el resto de cuerpo es una cubierta y al cara es una tarjeta de presentación, una herramienta con incomparables herramientas que le permiten al artista expresar emociones con una acción: una mirada, un guiño, la cara expresa los sentimientos del alma. Sus caras pueden llegar a ser andrógenos pero rara vez representa mujeres en sus obras. Los rasgos de sus caras son en general similares, pero ciertos cambios pequeños, hacen cada pieza única. Dice que no le gustan las caricaturas y prefiere utilizar expresiones más realistas y sutiles. Aunque trabaja generalmente con fotografías recolectadas de diversas fuentes, ciertos trabajos asemejan su propio rostro.